# Вилхелм II фон Кирхберг
Вилхелм II фон Кирхберг (на немски: Wilhelm II von Kirchberg; † пр. 1 септември 1370) е граф на Кирхберг.

## Произход
Той е единственият син на граф Еберхард IV фон Кирхберг († 1325/1326) и съпругата му Лиутгарда. Внук е на граф Конрад III фон Кирхберг († сл. 20 септември 1326). Брат е на Берта († сл. 1346).

## Фамилия
Вилхелм II фон Кирхберг се жени за Анна фон Айхен († 1369), дъщеря на Бертхолд фон Айхен († 1330) и Маргарета Шпет фон Щайнфарт-Файминген († сл. 1370). Те имат децата:
- Еберхард V († 12 август 1413), епископ на Аугсбург
- Фридрих († 1391/1418)
- Конрад VII († 17 януари 1417), от 1370 г. граф на Кирхберг, женен пр. 1367/1413 г. за графиня Анна фон Хоенберг-Вилдберг († 1421)
- Агнес († 1401), омъжена за Вилхелм фон Неленбург († сл. 1391)
- Луг († сл. 1385)